# Вілла-Вічентіна
Вілла-Вічентіна (італ. Villa Vicentina) — муніципалітет в Італії, у регіоні Фріулі-Венеція-Джулія,  провінція Удіне.
Вілла-Вічентіна розташована на відстані близько 450 км на північ від Рима, 38 км на північний захід від Трієста, 31 км на південний схід від Удіне.
Населення — 1371 особа (2014).

## Демографія
Населення за роками:

Станом на 31 грудня 2014 року в муніципалітеті офіційно проживало 38 іноземців з 12 країн, серед них 12 громадян країн Євросоюзу та 4 громадяни України.

## Сусідні муніципалітети
- Акуїлея
- Червіньяно-дель-Фріулі
- Фьюмічелло
- Руда
- Терцо-д'Аквілея